# Rhea Seddon
Pour les articles homonymes, voir Seddon.
Margaret Rhea Seddon (née le 8 novembre 1947) est médecin et une astronaute de la NASA à la retraite. Après avoir été sélectionnée dans le premier groupe d'astronautes à inclure des femmes, le Groupe 8 de la NASA, elle a volé sur trois navettes spatiales : en tant que spécialiste de mission pour STS-51-D et STS-40, et en tant que commandante de charge utile pour STS-58.

## Biographie
Seddon est née à Murfreesboro au Tennessee. Elle a été diplômée de la Central High School de Murfreesboro en 1965. Elle a obtenu un bachelor of arts degree en physiologie à l'université de Californie à Berkeley, en 1970, et un doctorat de médecine de l'University of Tennessee College of Medicine (en) en 1973. Pendant ses études à l'Université de Californie, Seddon est devenue membre de la Sigma Kappa (en) sorority.
Après l'école de médecine, le Dr Seddon a achevé une spécialité en chirurgie et 3 ans d'internat en chirurgie générale à Memphis avec un intérêt particulier sur l'alimentation des patients en chirurgie. Entre la période de sa spécialité et d'internat, elle a servi en tant que médecin urgentiste dans un certain nombre d'hôpitaux dans l'État du Mississippi et le Tennessee, et a servi dans cette spécialité dans la région de Houston pendant ses temps libres. Seddon a également effectué de la recherche clinique sur les effets de la radiothérapie sur la nutrition chez les patients cancéreux.

## NASA

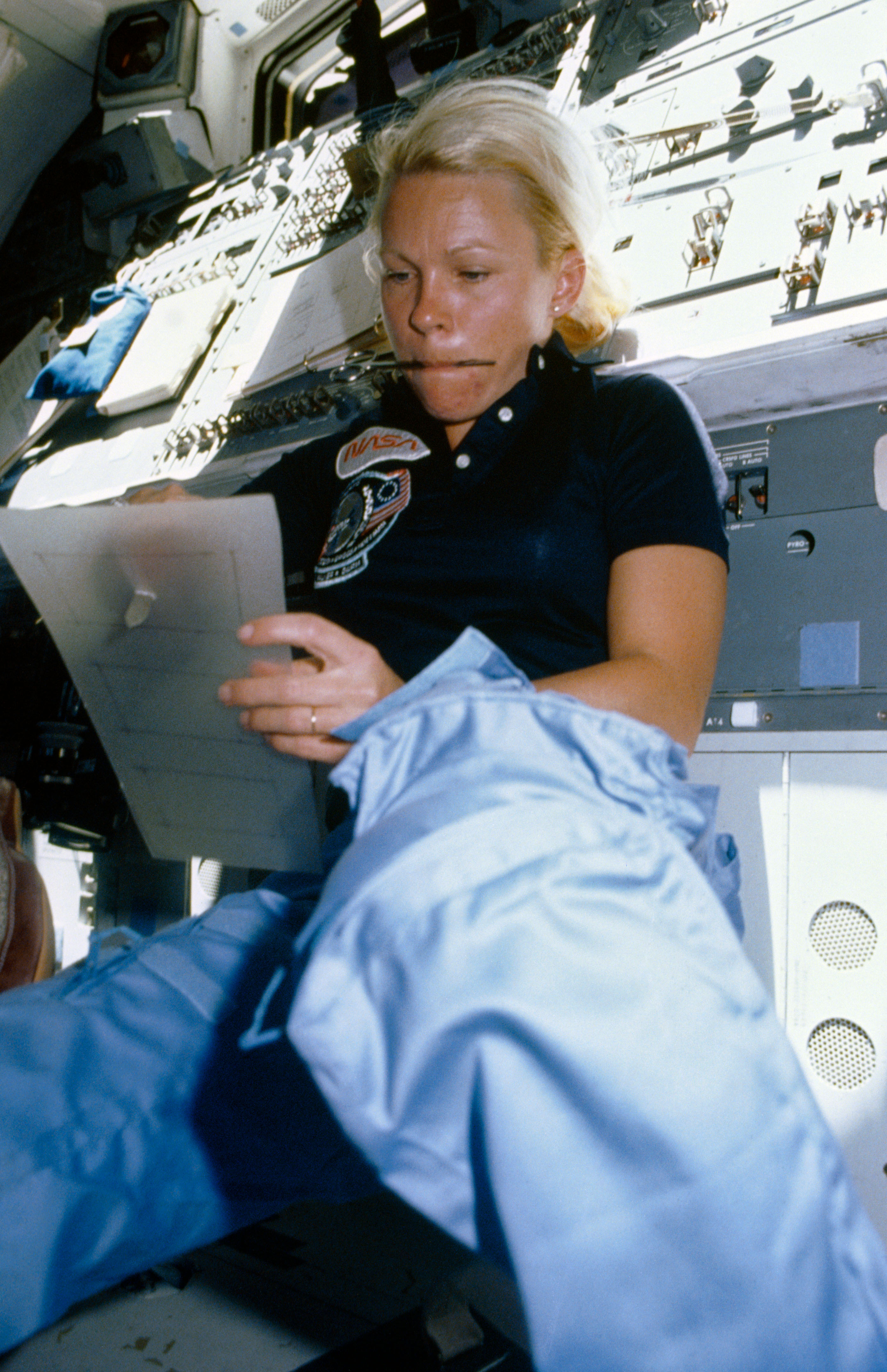
L'astronaute Rhea Seddon travaillant durant le vol STS-58-D.

Sélectionnée comme candidate astronaute de la NASA en janvier 1978, le Dr Seddon est devenue une astronaute en août 1979. Elle a travaillé à NASA dans des domaines variés, dont le logiciel Orbiter and payload (charge utile de l'orbiteur), le Space Shuttle Avionics Integration Laboratory (Laboratoire d'intégration de l'avionique de la navette spatiale), les fichiers de données de vol, la trousse médicale et la liste de contrôle de la navette, médecin d'hélicoptère de sauvetage pour les lancements et atterrissages, membre de l'équipe de soutien de l'équipage de la mission STS-6, l'équipement des équipages, membre de l’Aerospace Medical Advisory Committee de la NASA, assistante technique du Director of Flight Crew Operations et Capsule Communicator (CAPCOM) (chargé de la communication avec l'équipage) au Centre de contrôle de mission,.
Elle a été Assistante du Director of Flight Crew Operations pour les charges utiles Navette/Mir. Ayant passé plus de 722 heures dans l'espace, le Dr Seddon a été spécialiste de mission des vols STS-51-D (1985) et STS-40 (1991), et commandant de charge utile de la mission STS-58 (1993). En septembre 1996, elle a été détachée par la NASA à Vanderbilt University Medical School, à Nashville, au Tennessee. Elle a aidé à la préparation des expériences cardiovasculaires qui ont volé à bord de la navette spatiale Columbia sur le Spacelab Neurolab en avril 1998. Seddon a pris sa retraite de la NASA en novembre 1997. Elle est maintenant l'assistant chef de la direction médicale du Groupe médical Vanderbilt Medical Group à Nashville, au Tennessee.

## Vols réalisés

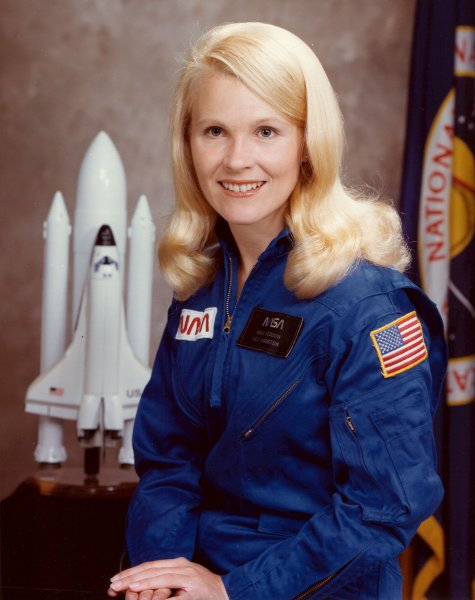
Portrait de Margaret Rhea Seddon en 1978

### STS-51-D
Margaret Rhea Seddon a participé, en tant que spécialiste de mission, à la mission STS-51-D (Discovery), du 12 au 19 avril 1985, lancée et ayant atterri au Centre spatial Kennedy, en Floride. L'équipage a déployé le satellite Anik C1 pour Telesat du Canada, et Syncom IV-3 pour l'US Navy. Un défaut de fonctionnement dans le satellite Syncom a rendu nécessaire une sortie extravéhiculaire, la première EVA non-programmée, rendez-vous et opérations de proximité pour la navette spatiale, dans une tentative d’activation du satellite à l'aide du système de télémanipulation Canada. L'équipage a mené plusieurs expériences médicales, activé deux « Getaway Specials », et filmé des expériences avec des jouets dans l'espace. À la fin de son premier vol dans l'espace, Seddon a totalisé 168 heures dans l'espace en 109 orbites terrestres. C'est au cours de cette mission que le Dr Seddon a porté l'insigne de sa Fraternité dans l'espace.

### STS-40
Seddon a participé, à nouveau en tant que spécialiste de mission, à la mission STS-40 (Columbia) Spacelab Life Sciences (SLS-1), lancée depuis le Centre spatial Kennedy le 5 juin 1991 et ayant atterri le 14 juin 1991 à Edwards Air Force Base, en Californie. La mission était dédiée aux sciences de la vie et de l’espace. Au cours des neuf jours de mission, l'équipage a effectué des expériences qui ont exploré la façon dont les humains, les animaux et les cellules répondent à la microgravité et se ré-adaptent à la gravité terrestre au retour. D'autres charges utiles comprenaient des expériences visant à étudier la science des matériaux, la biologie végétale et le rayonnement cosmique, et des tests du matériel proposé pour le Space Station Freedom Health Maintenance Facility. La mission fut achevée en 146 orbites terrestres, et a duré 218 heures de vol dans l'espace.

### STS-58

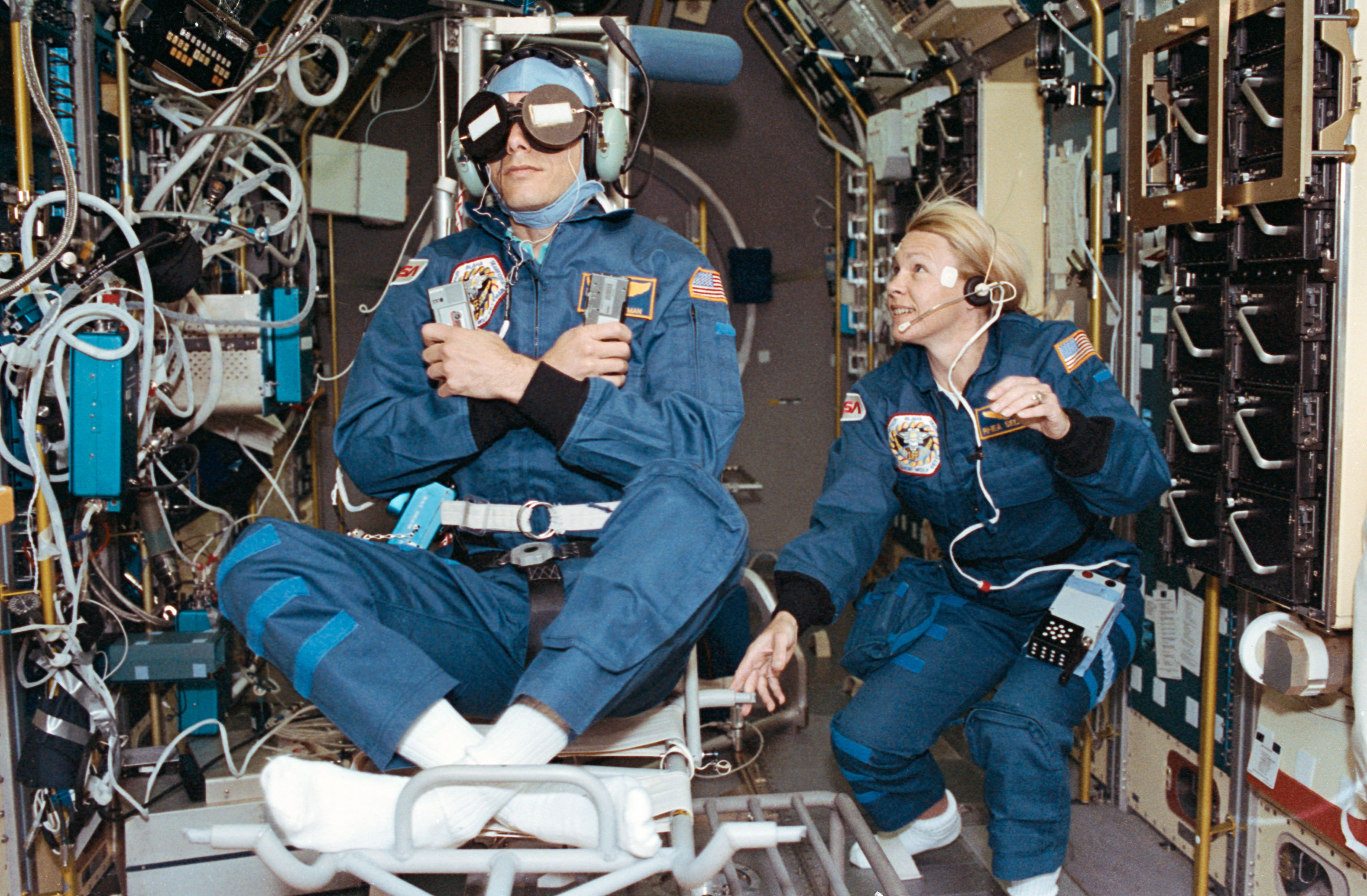
Rhea Seddon faisant une expérience grâce à la chaise tournante sur Martin Fettman

Seddon a participé, en tant que commandant de charge utile, à la mission STS-58 (Columbia), Spacelab Life Sciences-2, du 18 octobre au 1er novembre 1993. La charge utile de cette mission de recherche est consacrée aux sciences de la vie qui a reçu la reconnaissance de gestion de la NASA comme étant la plus réussie et la plus efficace effectuée à ce jour sur Spacelab. Pendant les quatorze jours de vol, les sept membres d'équipage ont effectué des expériences médicales neurovestibular, cardio-vasculaires, cardio-pulmonaires, métaboliques, musculo-squelettiques sur eux-mêmes et 48 rats, élargissant la connaissance sur la physiologie de l'homme et des animaux sur Terre et en vol spatial. En outre, l'équipage a effectué 10 essais techniques à bord de l'orbiteur Columbia et 9 expériences du Extended Duration Orbiter Medical Project. La mission a bouclé 225 orbites terrestres en plus de 336 heures.

## Vie privée
Elle est mariée à l'ancien astronaute Robert L. Gibson de Cooperstown (New York), elle a trois enfants : Paul, Dann, et Emilee. Son père, M. Edward C. Seddon, réside à Murfreesboro. Sa mère, Mme Clayton Dann Seddon, est décédée. La mère de son mari, Mme Paul A. Gibson, réside à Seal Beach, en Californie.